# 東京臨海広域防災公園
東京臨海広域防災公園（とうきょうりんかいこういきぼうさいこうえん）は、東京都江東区有明にある広域防災拠点および公園である。園内に防災学習施設「そなエリア東京」がある。
平常時には防災学習施設のある都市公園として、災害発生時には首都圏広域の現地対策本部として機能する。国土交通省と東京都が分担し、本部棟・ヘリポートを含む北側6.7 haを国営公園（正式名称「国営東京臨海広域防災公園」）、南側6.5 haを都立公園として整備している。また、本部棟には内閣府が所管する防災拠点施設が設置されている。

## 概要
政府都市再生本部の都市再生プロジェクト第1次決定に基づき、東扇島東公園（神奈川県川崎市東扇島）と共に東京湾臨海部の基幹的広域防災拠点（都県単位で対応不可能な甚大な災害に備える防災活動の拠点）として整備された。有明の丘地区の担当機能は応急復旧活動の指揮、災害医療の支援、広域支援部隊等（自衛隊・警察・消防など）のベースキャンプであり、緊急物資輸送の拠点となる東扇島地区（東扇島東公園）と一体的に運用される。
首都圏において首都直下型地震など激甚な災害が発生した場合は、総理大臣官邸での内閣総理大臣を本部長とする緊急災害対策本部の設置に続き、有明の丘地区に防災担当の内閣府副大臣（または大臣政務官）を本部長とする緊急災害現地対策本部が設置され、ここから首都圏（管轄区域は埼玉県、千葉県、東京都、神奈川県）の広域防災の陣頭指揮が行われる。
埋立地に立地し海岸からわずか数百ｍであるため、直下型地震が発生した際の津波被害を懸念する声もある。しかし、当該地域における津波の想定は満潮時最大1.75ｍであり、有明の丘が海抜8メートルに位置しているため、当施設が直下型地震によって津波被害を受ける可能性は低い。

## 本部棟
建物全体が免震装置の上に建てられている。鉄筋コンクリート造2階建て、延べ床面積約9,500m2。

### 有明の丘基幹的広域防災拠点施設
内閣府が所管する防災施設。災害時には国と8都県市合同の現地対策本部が置かれ、応急復旧活動の指揮を行う。
オペレーションルーム
被災情報の収集分析、関係機関との連絡調整、航空管制などを行う施設。壁面に大型マルチビジョンが設置され、各機関の状況や防災ヘリからの航空映像などを表示する。そなエリア東京の入館者は2階から見学することができる。
本部会議室
テレビ会議設備により、総理大臣官邸の緊急災害対策本部や都県庁と連携して迅速な意思決定を行う。
防災情報設備
内閣府が整備する中央防災無線網により、総理大臣官邸、指定行政機関、各都道府県庁の防災機関と接続している。多重無線回線や衛星通信回路により災害時の信頼性が確保されている。本施設の通信鉄塔は、2010年時点で都心方向2系統（東京ガス局・電源開発局）を確保しており、今後さらに神奈川県・千葉県方向の2系統を拡充を予定している。

### 防災体験学習施設 そなエリア東京
1階に災害体験ゾーン、2階に防災学習ゾーンが配置されている。入館無料。
東京直下72hTOUR
首都直下地震の発生から避難までの流れを体験するアトラクション型の学習施設。駅ビルのエレベーターで下降中にマグニチュード7.3の地震に遭遇した設定で、薄暗い避難通路を経た後さまざまな危険と隣り合わせの被災街を抜けていく。その際の留意点についてクイズ形式で学ぶ。
映像ホール
大型プロジェクターを設置。アニメ『東京マグニチュード8.0〜東京直下72h〜』を常設上映。（施設用に再構成、上映時間18分）
防災ギャラリー
防災用品や防災ゲームの展示。

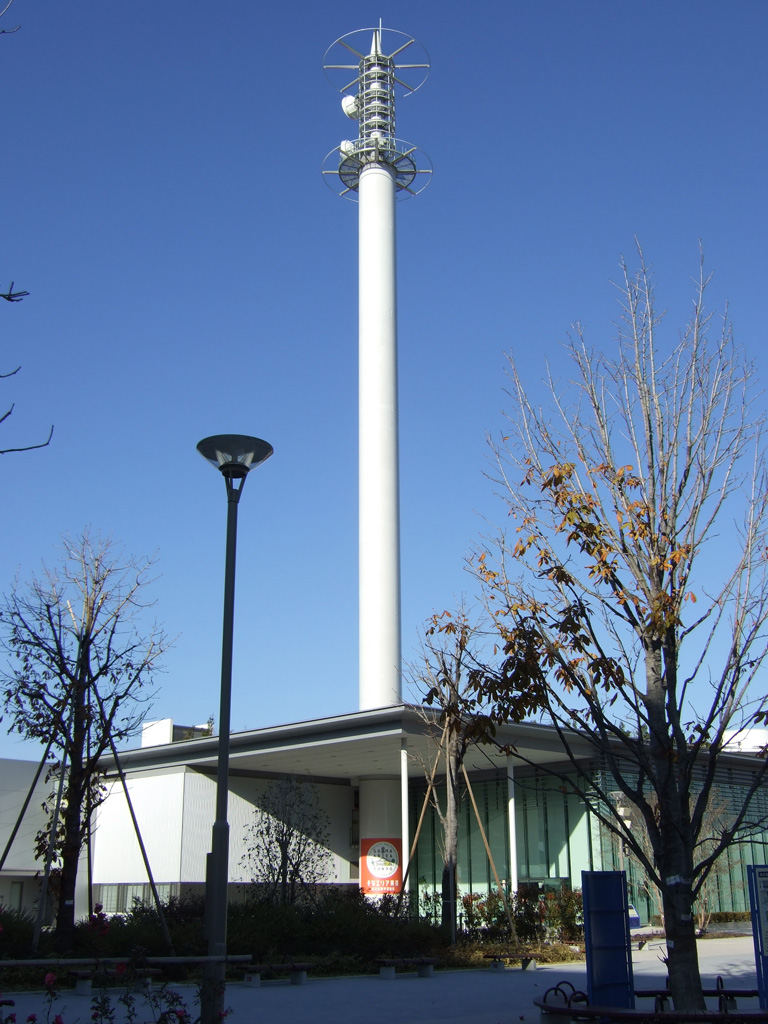
本部棟・そなエリア東京
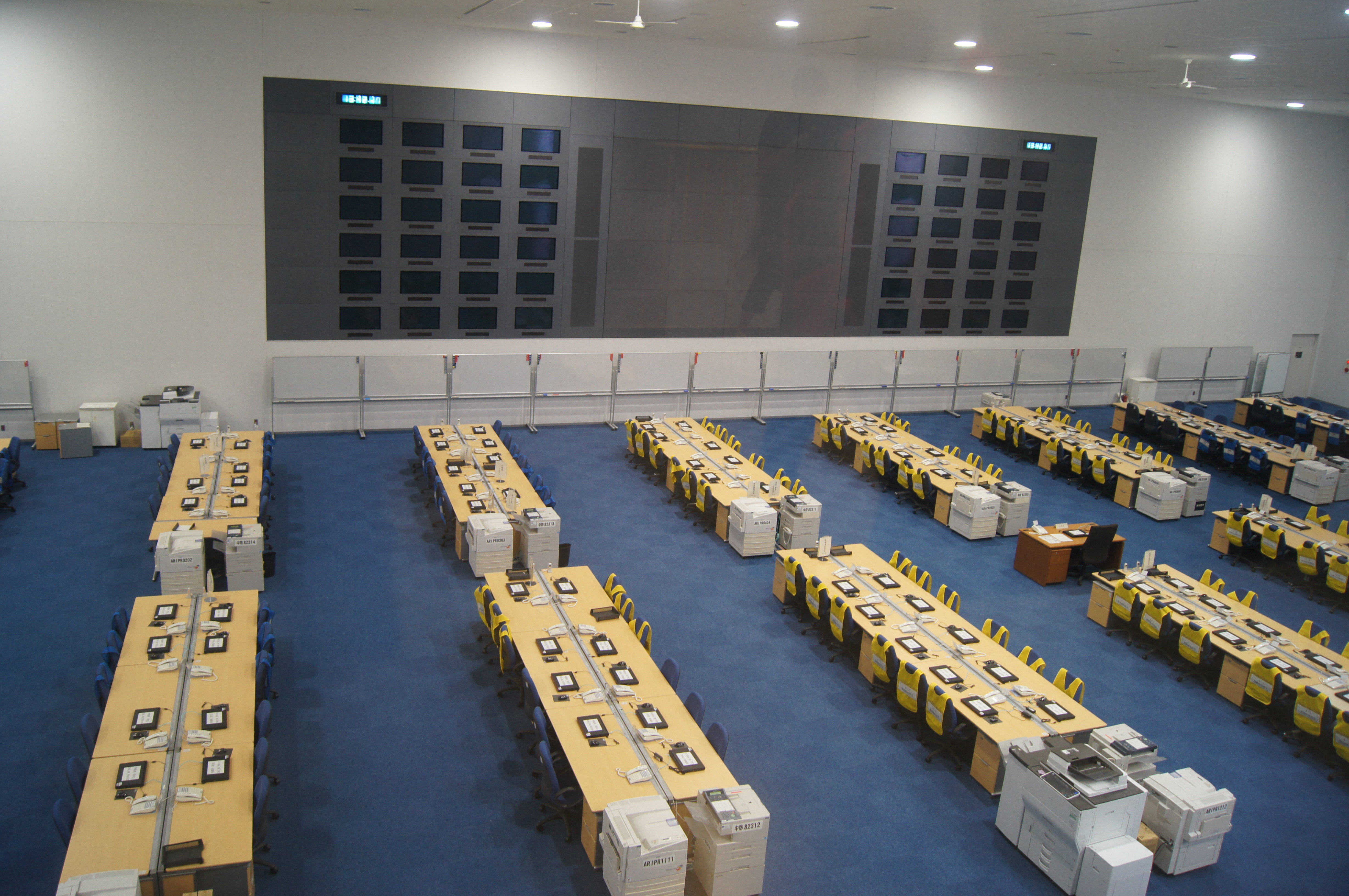
オペレーションルーム

## 屋外施設

### ヘリポート
大型輸送用ヘリコプターが発着できる2.6 haの臨時ヘリポート（場外離着陸場）。境界灯の埋設されたヘリパッド、風向灯、7機分の駐機場を備える。地震災害に備えて液状化対策が実施されている。災害時には負傷者などを被災区域外に移送する広域医療搬送や、現地対策本部の人員・資材を輸送する拠点となる。

### エントランス広場
災害時医療支援用地として整備されており、コンクリートブロック部は救急車両の通行が可能。災害時には救助・医療活動の情報共有、トリアージ実施のための資材・設備提供など災害医療体制の支援が行われる。

### 多目的広場・草地広場
災害時には広域支援部隊（自衛隊災害派遣部隊、緊急消防援助隊、広域緊急援助隊など）や災害ボランティアの活動・補給統制所となるベースキャンプ用地として使用される。

## イベント
- 防災とボランティア週間（1月）、全国火災予防運動（3月・11月）、防災週間（9月）、コミックマーケット（8月・12月）などの時期に合わせてイベントが開催され、ワークショップや講演会、警察・消防の展示訓練などが行われる。
- ヘリコプターを運用する防災訓練の際にはヘリポート周囲への立ち入りは制限されるが、園内からの訓練見学が可能。

## 備考
- 本公園は災害時の避難場所ではない。また大規模災害の発生時には災害対応のため閉園される。
- オペレーションルームは防災に関連するならば娯楽映画の撮影にも有償で貸し出しが行われる。2016年公開のシン・ゴジラの撮影などで利用された[8]。

## アクセス
- ゆりかもめ有明駅から徒歩2分
- りんかい線国際展示場駅から徒歩4分
- 一般駐車場なし、団体駐車場8台（大型車、11名以上に限る）

## 近隣施設
- がん研究会有明病院（災害拠点病院）
- 東京ビッグサイト
- 東京ベイ有明ワシントンホテル
- 有明ガーデン
  - 東京ガーデンシアター
  - 有明四季劇場
  - ホテル ヴィラフォンテーヌ グランド東京有明
- 有明セントラルタワー